# Rebelia kruegeri
Rebelia kruegeri is een vlinder uit de familie zakjesdragers (Psychidae). De wetenschappelijke naam van deze soort is voor het eerst geldig gepubliceerd in 1914 door Turati.
De soort komt voor in Europa.